# Оксана Любцова
Оксана Любцова (народилася 13 вересня 1985 року в Мелітополі) — українська тенісистка.
Вона почала брати участь у професійних турнірах у жовтні 2001 року з кваліфікації турніру ITF у Мінську. Вибула у другому раунді, але в першому перемогла свою однолітку Катерину Бичкову. Наступного року двічі брала участь у головній фазі подібних турнірів, пробиваючи кваліфікацію в обох випадках. У червні 2003 року вона вперше у своїй кар'єрі виграла матч у головному турнірі в російській «Електросталі», перемігши Олександру Короткевич у першому турі. У 2005 році, пробиваючись через кваліфікацію, вона дійшла до фіналу турніру у Варшаві, в якому, проте, програла Тетяні Пучек. Успішні старти в першій половині року призвели до переможного турніру у Стамбулі, де у фіналі вона перемогла свою співвітчизницю Марію Коритцеву. Загалом вона виграла п'ять турнірів в одиночній грі та три в парному заліку ITF.
Після успіхів на турнірах незначного рангу (ITF) вона спробувала свої сили в серії WTA. У травні 2006 року зіграла у кваліфікації до турніру в Стамбулі, але програла перший тур Анжеліці Віджайї. У червні вона взяла участь у кваліфікаційному турнірі Великого шолома Уімблдону, де в першому турі перемогла Луціє Градецьку, а в другому програла Ользі Пучковій. У 2008 році в кваліфікації на Відкритий чемпіонат Франції вона виграла перші два матчі, перемігши Олену Балтачу та Хорхеліну Краверо, але в матчі, вирішальному для просування в основний етап турніру, вона програла Бетані Маттек. Однак, це було її найбільшим досягненням в історії Великого шолома.

## Виграні турніри рангу ITF
| Турніри з нагородою 100 000 доларів |
| Турніри з нагородою 75 000 доларів  |
| Турніри з нагородою 50 000 доларів  |
| Турніри з нагородою 25 000 доларів  |
| Турніри з нагородою 15 000 доларів  |
| Турніри з нагородою 10 000 доларів  |

### Одиночний розряд
|    | Дата       | Турнір                 | Кат. | ($)    | Покриття | Фіналістка                | Рахунок       |
| 1. | 30/10/2005 | Стамбул                | ITF  | 25 000 | тверде   | Марія Коритцева           | 2:6, 6:1, 6:1 |
| 2. | 27/11/2005 | Hart Open 2005, Завада | ITF  | 25 000 | килимове | Джоанна Саковіч-Костецька | 6:1, 3:6, 6:1 |
| 3. | 12/08/2007 | Гехінген               | ITF  | 25 000 | ґрунт    | Ана Врліч                 | 6:3, 6:2      |
| 4. | 25/11/2007 | Hart Open 2007, Завада | ITF  | 25 000 | килимове | Ольга Савчук              | 2:6, 6:4, 6:4 |
| 5. | 14/02/2010 | Стокгольм              | ITF  | 25 000 | тверде   | Леся Цуренко              | 6:4, 7:5      |